# Mistrzostwa Polski w Judo 1991
35. edycja Mistrzostw Polski w judo odbyła się w dniach 5 - 7 kwietnia 1991 roku w Bielsku-Białej, gdzie rywalizowali mężczyźni oraz w dniach 27 - 29 sierpnia w Kielcach, gdzie rywalizowały kobiety.

## Medaliści 35 mistrzostw Polski

### Kobiety
| Konkurencja: | Złoto:                                  | Srebro:                  | Brąz:                                     |
| 48 kg        | Małgorzata Roszkowska Gwardia Białystok | Aneta Przybysz (Serafin) | Karolina Syrek Beata Rachwał              |
| 52 kg        | Małgorzata Żelek                        | Stefania Skorundz        | Joanna Urbańska Iwona Raszko-Tracz        |
| 56 kg        | Maria Gontowicz-Szalas                  | Ernestyna Matusiak       | Aneta Arak Anita Kubica                   |
| 61 kg        | Irena Tokarz                            | Aneta Sejdak             | Bogusława Olechnowicz Barbara Bakalarz    |
| 66 kg        | Jolanta Adamczyk                        | Lucyna Gołuchowska       | Jolanta Lewczak Monika Lebek              |
| 72 kg        | Katarzyna Juszczak                      | Maria Litwinowicz        | Dorota Kosidło Krystyna Grocholska        |
| +72 kg       | Beata Maksymow                          | Edyta Malicka            | Marta Kołodziejczyk Beata Walczak         |
| open         | Beata Maksymow                          | Katarzyna Miernicka      | Marta Kołodziejczyk Bogusława Olechnowicz |

### Mężczyźni
| Konkurencja: | Złoto:             | Srebro:          | Brąz:                                 |
| 60 kg        | Piotr Kamrowski    | Bogdan Przystasz | Andrzej Jasiński Arkadiusz Wieczorek  |
| 65 kg        | Jarosław Lewak     | Bogusław Tyl     | Jarosław Niewiadomski Mariusz Skucha  |
| 71 kg        | Wiesław Błach      | Adam Poździk     | Mariusz Frankiewicz Zbigniew Kamiński |
| 78 kg        | Krzysztof Kamiński | Tomasz Błach     | Waldemar Bączek Grzegorz Kotliński    |
| 86 kg        | Waldemar Legień    | Grzegorz Lech    | Adam Maj Andrzej Pęcikiewicz          |
| 95 kg        | Paweł Nastula      | Wincenty Kender  | Mariusz Latała Mirosław Smaruj        |
| +95 kg       | Rafał Kubacki      | Tomasz Tybuś     | Marek Pituła Piotr Weiss              |
| open         | Rafał Kubacki      | Paweł Nastula    | Waldemar Legień Andrzej Pęcikiewicz   |